# Bruxelles-Ingooigem 1967
La Bruxelles-Ingooigem 1967, ventesima edizione della corsa, si svolse il 14 giugno su un percorso con arrivo a Ingooigem. Fu vinta dal belga Daniel Van Ryckeghem della squadra Mann-Grundig davanti ai connazionali Bernard Vandekerckhove e Raymond Steegmans.

## Ordine d'arrivo (Top 10)
| Pos. | Corridore              | Squadra                                 | Tempo |
| ---- | ---------------------- | --------------------------------------- | ----- |
| 1    | Daniel Van Ryckeghem   | Mann-Grundig                            |       |
| 2    | Bernard Vandekerckhove | Rode Duivels                            |       |
| 3    | Raymond Steegmans      | Bic                                     |       |
| 4    | Michael Wright         | Tibetan-Groene Leeuw-Pull Over Centrale |       |
| 5    | Andre Planckaert       | Flandria-De Clerck                      |       |
| 6    | Pasquale De Luca       | Okay-Diamant                            |       |
| 7    | Willy Donie            | Flandria-De Clerck                      |       |
| 8    | Willy Bocklant         | Flandria-De Clerck                      |       |
| 9    | Fernand Hermie         | Goldor-Gerka                            |       |
| 10   | Jos Spruyt             | Mercier-BP-Hutchinson                   |       |